# Château de la Houssaye (Quessoy)
Pour les articles homonymes, voir Château de la Houssaye.
Le château de la Houssaye est situé sur la commune de Quessoy, dans le département des Côtes-d'Armor.

## Historique
Le logis actuel est édifié vers 1750 sur la volonté de Jean-Baptiste Le Vicomte, président à mortier du Parlement de Bretagne ; la construction est attribué au Commandeur de Brilhac, prêtre et architecte amateur s’inspirant de Jacques V Gabriel. Le pavillon central était surmonté des armes de la famille Le Vicomte qui furent martelées en 1791 lors de la révolution française.
Le colombier, la chapelle et l'ancien manoir témoignent de l'existence d'un château antérieur.
Le colombier fait l'objet d'une inscription au titre des monuments historiques par arrêté 15 juin 1964 puis classé par arrêté du 13 octobre 1982.
La protection de l'inscription est étendue le 22 mars 2002 aux façades et toitures du logis ainsi que ses deux salons au rez-de-chaussée avec leur décor du château puis autres bâtiments par une inscription par arrêté du 20 janvier 2020.